# روسيتي
باو روسيتي هي شركة روسية للطاقة ، وتتألف من شركات شبكات توزيع أقاليمية وإقليمية (IDGCs / RDGCs) ، ومعاهد بحث وتطوير ، ومعاهد تصميم وبناء ، وكيانات بناء ومبيعات. يوجد سبعة وتسعون شركة تابعة لـ( IDGCs / RDGCs ) في 69 كيانًا من الكيانات المكونة للإتحاد الروسي. تم إنشاء الشركة نتيجة لإعادة تنظيم راو يو اي .